# Bacteroidetes
Bacteroidetes este o încrengătură de bacterii Gram-negative. Speciile din acest filum sunt nesporulate, anaerobe sau aerobe, și prezintă formă de bacil. Sunt larg răspândite în mediul natural, inclusiv în sol, sedimente și apa de mare, dar se regăsesc și în interiorul sau la suprafața animalelor. Bacteroidetes spp. face parte, de exemplu, din microbiomul normal al placentei.
Cele mai cunoscute specii sunt cele din clasa Bacteroidia, care include și genurile Bacteroides (reprezentanții acestui gen se regăsesc în excrementele animalelor cu sânge cald) și Porphyromonas (speciile regăsindu-se în cavitatea bucală).